# مقاطعة بلزن-شمال
مقاطعة بلزن-شمال (بالتشيكية: Okres Plzeň-sever)‏ هي مقاطعة (أوكريس) في إقليم بلزن في جمهورية التشيك.
عاصمة هذه المقاطعة هي مدينة بلزن.

## توأمة
لمقاطعة بلزن-شمال اتفاقيات توأمة مع:
- منطقة ديغيندورف (20 يونيو 2001 - )

## اقرأ أيضاً
- مقاطعات جمهورية التشيك